# Ksar Hellal
Ksar Hellal (قصر هلال in arabo) è una città della Tunisia, nel governatorato di Monastir.